# Windham (Maine)
Windham est une ville des États-Unis située dans le comté de Cumberland. Fondée en 1735, elle compte 17 001 habitants au recensement de 2010 et fait partie de la région métropolitaine de Portland.

## Monuments
Goold House et Maplewood Farm sont deux bâtiments inscrits au Registre national des lieux historiques.

## Personnalités notables
- John Albion Andrew (1818-1867), homme politique
- Jeff Donnell (1921-1988), actrice